# Пруглы
Пруглы (укр. Пругли) — село,
Челно-Федоровский сельский совет,
Зеньковский район,
Полтавская область,
Украина.
Код КОАТУУ — 5321387209. Население по переписи 2001 года составляло 5 человек.

## Географическое положение
Село Пруглы находится в 1,5 км от села Волошковое.
Около села несколько газовых скважин и компрессорная станция.
Рядом проходит автомобильная дорога Т-1710 (Р-42).